# Martin z Tours
Svatý Martin z Tours (latinsky Martinus; 316 či 317 Savarie – 8. listopadu 397 Candes) byl římský voják, poustevník a biskup v Tours. V katolické církvi patří mezi první nemučedníky, které církev označila za svaté. Je zakladatel prvních klášterů na území dnešní Francie. Svou misijní činností se snažil potírat pohanství, přičemž obracel lidi na křesťanství. K christianizaci pohanů užíval i násilné prostředky, jak vůči pohanským věřícím, tak i k jejich posvátným místům. Ve 4. století nechal v Bretani vykácet megalitické řady lesů, které byly pro pohany posvátné. Je známý i díky křesťanské legendě, ve které se rozdělil se žebrákem o svůj plášť. Je uctíván jako svatý divotvůrce.

## Život

### Mládí
Narodil se roku 316 nebo 317 v římské provincii Panonie ve městě Sabaria, kterým je dnes nepochybně město Szombathely v dnešním Maďarsku. Své jméno získal po bohu války „Martovi“, patrně z důvodů přání jeho otce, vysloužilého římského vojáka (pravděpodobně vojenský tribun), který si přál, aby jeho syn kráčel v jeho stopách. V Panonii však nesetrvali dlouho, odstěhovali se do severoitalské Pavie, kde prožil většinu svého mládí. Zde se také setkal s křesťanstvím, které ho velmi zaujalo a přitahovalo, nejvíce se zajímal o poustevníky z Egypta a Sýrie. Odtud patrně pocházejí postoje jeho pozdějšího poustevnického života. Jeho otec ani matka jeho názory nesdíleli a protože jeho otec byl voják, tak i Martin byl v 15 letech odveden do armády. I když byl vojákem proti své vůli, vojenské povinnosti plnil spolehlivě a byl povýšen do hodnosti důstojníka. Pro svou spolehlivost byl později přeložen k císařským gardistům, kteří byli dobrou ozbrojenou vojenskou jízdou. Kolem roku 334 byl přidělen k posádce v dnešním Amiens, kde strávil největší část svého vojenského života.

### Legenda o plášti

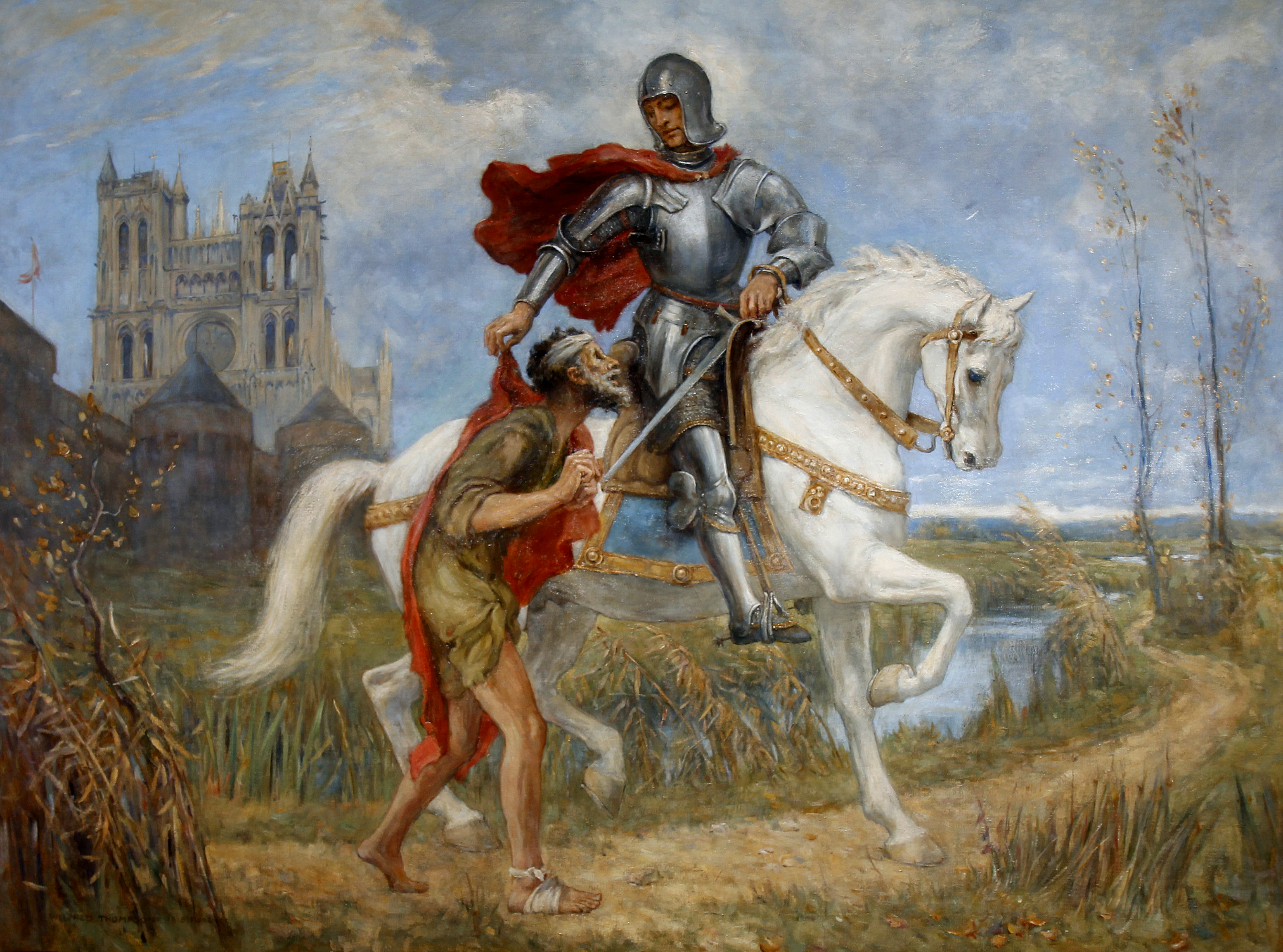
Vyobrazení sv. Martina s žebrákem

Martin svou vírou žil i v armádě. Podle legendy o jeho životě žil skromně, pokorně a dokonce ke svému otroku se choval jako k bratrovi. Byl jiný než ostatní vojáci, což také dokazuje symbolický čin, díky němuž se stal tak známý. Došlo k němu v Amiensu u jedné z městských bran v roce 335 za jednoho velmi mrazivého zimního večera. Martin se tudy na koni vracel do vojenského tábora, když ho u brány oslovil polooděný žebrák a prosil o almužnu. Protože Martin u sebe neměl ani peníze, ani jídlo, zprvu nevěděl, jak by člověku pomohl. Tu ho však napadla spásná myšlenka a to vzít svůj velký důstojnický plášť a rozdělit ho svým mečem napůl. Polovinu pak hodil žebrákovi třesoucímu se zimou, aby se zahřál. Legenda dále praví, že Martin spatřil příští noc Ježíše, který byl oděn půlkou pláště a slyšel, jak Ježíš andělům říká: „Tímto pláštěm mě oděl Martin, který je teprve na cestě ke křtu.“ Tato Kristova slova znamenají to, co je napsáno v evangeliu: „Cokoli učiníš jednomu z mých nejmenších bratří, pro mě jsi učinil.“ Scéna dělení pláště patřila po celá staletí k nejznámějším a nejoblíbenějším světeckým motivům umělců.

### Poustevník
Po těchto událostech se dal Martin pokřtít. Brzy nato odešel z armády, protože v jeho postojích nešlo vykonávat křesťanskou a vojenskou službu společně. Po odchodu z armády odešel do Poitiers, kam ho přitahovala pověst biskupa Hilaria, který byl následně jeho učitelem a velkým vzorem. Tam také přijal nižší svěcení a stal se exorcistou, přičemž toužil po misích a po skromném životě poustevníka. I proto se vrátil do rodné Panonie, kde chtěl bojovat jak proti projevům mimokřesťanských náboženství označovaných souhrnně jako pohanství, tak a proti tzv. „bludařství“, tedy těm náboženským názorům vznikajícím v rámci křesťanství, které byly vnímány jako heretické, a tedy jako názory ohrožující a vyvolávající zmatky a spory v katolické církvi. Časem se situace v Panonii natolik vyhrotila, že musel uprchnout do Itálie, kde se odebral do ústraní a žil jako poustevník. Šířící se heretické názory vyvolaly velký rozkol v církvi a zásahy světské moci navíc tuto situaci vyostřovaly. Jediné řešení proti těmto dějům viděl Martin v modlitbě. Na pozvání jeho mistra a přítele, biskupa Hilaria, se odebral zpět do Galie, kde se poblíž Poitiers usadil v poustevně a věnoval se modlitbám a rozjímání. Při této činnosti nezůstal sám, časem se kolem něho zformovala skupina stejně smýšlejících křesťanů. Později byl na tomto místě postaven benediktinský klášter v Ligugé. Hilariovi se podařilo přesvědčit Martina, aby přijal vyšší svěcení a stal se knězem. V této době Martin podle legendy vykonal již několik zázraků (včetně znovuoživení dvou lidí) a stal se vyhledávaným.

### Martin jako biskup

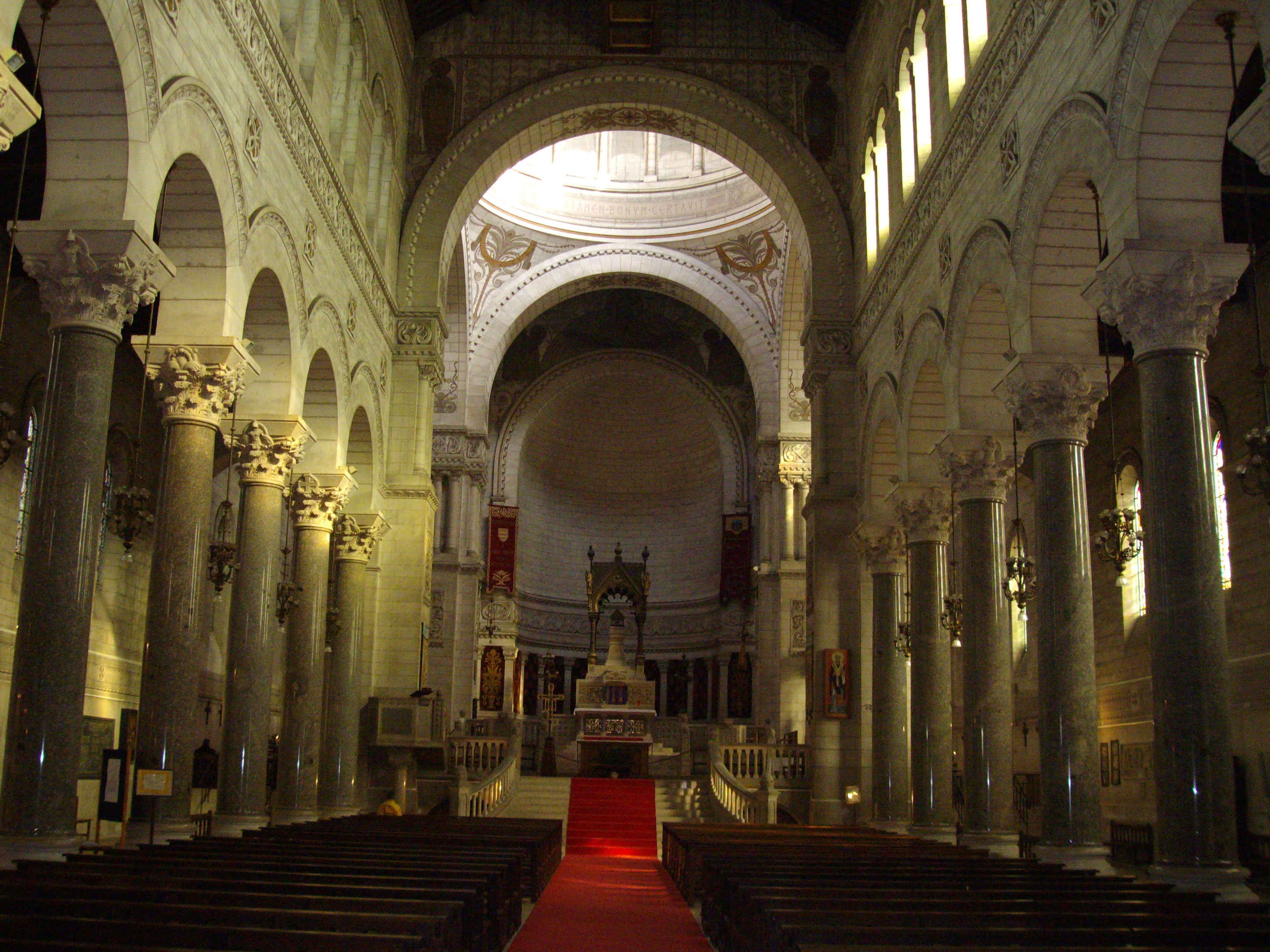
Bazilika sv. Martina, Tours

Když zemřel biskup v Tours, byl Martin pod záminkou uzdravení nemocného pozván do města. Místo nemocného ho však čekala diecéze, která potřebovala jeho oddanost, proto se jí ujal. Pravděpodobně 4. července 370 přijal biskupské svěcení. I přes vysokou církevní pozici žil svůj život skromně, téměř asketicky. Místo biskupského paláce pobýval s několika mnichy před branami města v nuzných chatrčích. Z poustevny později vznikl významný klášter Marmoutier, který se stal střediskem asketického a kulturního života západu. Církev byla v této době zahrnována dary od císaře a knížat, zvykala si na pohodlí. Muselo se zdát skandálním, že jeden z biskupů vede život poustevníka, zříká se při bohoslužbě slavnostního trůnu a obléká se jako chudák. U mnohých vlivných osobností nebyl oblíbený a musel snášet různé narážky a posměšky. Naopak u prostých a chudých lidí získával na oblibě.

### Misijní cesty, christianizační činnost a boj proti pohanství
Z pozice biskupa zahájil velké obracení tehdejších Galů na křesťanství. Staral se o veškeré obyvatelstvo v Galii, snažil se usmířit pohany s pravověrnými křesťany a vždy se postavil proti světské moci, když se chtěla vměšovat do církevních otázek. Horlivě hlásal evangelium a potíral zde převládající pohanství. Jeho evangelizace byla údajně doprovázená mnoha zázraky. Při své christianizační činnosti a snaze zničit pohanskou víru užíval násilí vůči pohanům a jejich posvátným místům. Zapaloval pohanské chrámy, kácel posvátné stromy, ničil pohanské modly a násilně se vypořádal s pohanskými kněžími, kteří se snažili dál slavit tradiční pohanské svátky. Jeden z těchto zásahů byl zaměřen proti pro pohany posvátným megalitickým řadám v Bretani (od roku 1889 chráněny jako historická památka), ze kterých nechal Martin vykácet celé kilometry. Pro tyto činy bývá někdy obviňován z náboženského fanatismu. Zázraky údajně chránily Martina před odporem venkovanů, na který při svém ničení jejich posvátných pohanských míst narážel. Neustále byl na cestách a tyto misijní cesty po celé diecézi často směřovaly k organizování prvních venkovských farností. Tyto cesty vedly i mimo jeho diecézi a tak stopy po jeho činnosti najdeme téměř po celé dnešní Francii. Kromě legend a vyprávění o jeho zázracích (uzdravování nemocných, odvracení pohrom, zázraky se zvířaty) v dnešní Francii je mnoho měst, vesnic a kostelů, které nesou jeho jméno.

### Martinova smrt
Svatý Martin zemřel 8. listopadu 397 v Candes na jedné ze svých misijních cest, kdy byl již vyčerpaný a oslabený nemocí. Po krátkém sporu o nároku Martinových ostatků bylo jeho tělo převezeno do Tours. K pohřbu biskupa chudoby a chudých, jak ho lidé nazývali, proudily masy lidí. Tento slavnostní pohřeb se konal 11. listopadu, v den, kdy se slaví svátek svatého Martina. Jeho ostatky byly uloženy do krypty, nad níž byla postavena kaple a posléze i velkolepá bazilika, brzy nato se město Tours stalo významným poutním místem. Město bylo poničeno v 16. století hugenoty a v 18. století velkou francouzskou revolucí. V současnosti zde stojí bazilika sv. Martina z roku 1900. Za významnou relikvii je považován Martinův plášť, který byl uchováván v královském paláci v Paříži.

## Úcta
Martin z Tours má celosvětovou úctu. Je mu zasvěceno přes 4,5 tisíce kostelů a kaplí po celém světě. Nejvíce jich stojí v Evropě, zejména ve Francii, kde stojí přes 1500 kostelů a kaplí. V Česku je známá rotunda svatého Martina na Vyšehradě, či kostel svatého Martina ve Frýdku-Místku či v Blansku. Martin je patronem jeho rodné Szombathely, dále Blanska, Buenos Aires, diecézí v Rottenburgu, Stuttgartu, Mohuči, Burgenlandu a kantonu Schwyz. Je velmi oblíbený také v Latinské Americe, kde bývá často nazýván San Martín Caballero (kvůli svému častému zobrazování na koni). Rada Evropy v roce 2005 prohlásila trasu mezi maďarským Szombathely (rodištěm sv. Martina) a francouzským Tours za evropskou kulturní stezku. Cílem této trasy je ukázat nejvýznamnější památky spojené s životem tohoto významného světce.